# Dryopteridaceae
A família Dryopteridaceae (do grego drys, “carvalho” + pteris, “samambaia”), conta com cerca de 1.700 espécies e 40-45 gêneros, com representantes mais conhecidos  pertencentes ao gênero Dryopteris, das Samambaias de Escudo  .
Os integrantes da família Dryopteridaceae são terrestres, rupículas ou epífitas, apresentando morfologia foliar diversa .

## Morfologia
Os esporângios apresentam hastes de 3 remadas  curtas ou longas, sendo que os esporos apresentam-se reniformes, monoletos ou perino-alados .
Outra característica da família é a presença de rizomas rastejantes, ascendentes, eretos  e, por vezes, escandentes (plantas que se apoiam a outras para subir em direção à luz) . Os  pecíolos contam com numerosos feixes vasculares redondos arranjados em um anel, escamoso  na base, com ou sem tricomas  . As lâminas foliares são, em geral, monomórficas, não  frequentemente se apresentam dimórficas; por vezes são escamosas ou glandulares, incomumente peludas. Garcia e Salino, baseado na classificação Dryopteridaceae Herter  (1949) complementa que a lâmina pode ser lanceolada, deltóide-lanceolada, deltóide ou lanceada. Apresentam eixos sulcados adaxialmente, pilosos ou glabros . As veias se mostram  pinadas ou bifurcadas. 
Os organismos dessa família apresentam x=41 cromossomos, sendo incomum - possivelmente os mais derivados apresentam x=40 .
Venação livre ou anastomosada, com ou sem vênulas inclusas livres .

## Distribuição pelo mundo
A família conta com representantes por todo o globo, mas se diversifica principalmente nos trópicos e áreas montanhosas . No Brasil foram encontradas 191 espécies aceitas, distribuídas em 16 gêneros, e 95 espécies endêmicas . 
Trabalhos analisaram a relevância da Mata Atlântica como sendo o segundo maior centro de diversidade e endemismos de samambaias e fetos , abaixo apenas da Floresta Montana nos Andes . 

### Gêneros e espécies no Brasil[7]
- Gênero Arachniodes Blume, engloba as espécies Arachniodes denticulata (Sw.) Ching, Arachniodes macrostegia (Hook.) R.M.Tryon & D.S.Conant. Em questão de distribuição, as ocorrências confirmadas são no Norte (AC e AM), Nordeste (BH), Sudeste (ES, MG, RJ e SP), Sul (PR e SC); em domínios fitogeográficos da Amazônia e Mata Atlântica; em tipo de vegetação em Floresta de Terra Firme e Floresta Ombrófila.

- Gênero Bolbitis Schott, engloba as espécies Bolbitis aliena (Sw.) Alston, Bolbitis semipinnatifida (Fée) Alston, Bolbitis serratifolia Schott. Em questão de distribuição, as ocorrências confirmadas são no Norte (AC, AM, PA, RO, RR), Nordeste (CE) Centro-Oeste (GO, MT e MS) Sudeste (SP, ES, RJ e MG) e Sul (PR, SC e RS); em domínios fitogeográficos da Amazônia e Mata Atlântica; em tipo de vegetação em Floresta de Terra Firme e Floresta Ombrófila.

- Gênero Ctenitis (C.Chr.) C.Chr., engloba as espécies Ctenitis abyssi (Sehnem) Salino & P.O.Morais, Ctenitis ampla (Willd.) Ching, Ctenitis anniesii (Rosenst.) Copel., Ctenitis aspidioides (C.Presl) Copel., Ctenitis bigarellae Schwartsb., Labiak & Salino, Ctenitis christensenii R.S.Viveros & Salino, Ctenitis deflexa (Kaulf.) Copel., Ctenitis distans (Brack.) Ching, Ctenitis eriocaulis (Fée) Alston, Ctenitis falciculata (Raddi) Ching, Ctenitis fenestralis (C.Chr.) Copel., Ctenitis flexuosa (Fée) Copel., Ctenitis glandulosa R.S.Viveros & Salino, Cten. Em questão de distribuição, as ocorrências confirmadas são no Norte (AC, AM, AP, PA, RR e RO), Nordeste (AL, BH, CE, MA, PB, PB e RN), Centro-Oeste (GO, MT e MS), Sudeste (ES, MG, RJ, e SP) e Sul (PR, RS, SC); em domínios fitogeográficos da Amazônia, Mata Atlântica, Caatinga, Cerrado, Pampa e Pantanal; tipo de vegetação em Floresta Ciliar, Floresta Estacional Semidecidual, Floresta Ombrófila e Floresta Ombrófila Mista.

- Gênero Cyclodium C.Presl, engloba as espécies Cyclodium calophyllum (C.V.Morton) A.R.Sm., Cyclodium guianense (Klotzsch) van der Werff ex L.D.Gómez, Cyclodium heterodon (Schrad.) T.Moore, Cyclodium inerme (Fée) A.R.Sm., Cyclodium meniscioides (Willd.) C.Presl. Em questão de distribuição, as ocorrências confirmadas são no Norte (AC, AM, AP, PA, RR, RO e TO), Nordeste (BH, AL, CE, PB, PE, RN e PI), Centro-Oeste (DF, GO, MS e MT), Sudeste (SP, RJ, MG e ES) e possível ocorrência em SC. em domínios fitogeográficos da Amazônia, Mata Atlântica e Cerrado; tipo de vegetação em Floresta Ciliar, Floresta Estacional Semidecidual, Floresta Ombrófila e Floresta Terra de Firme.

- Gênero Dryopteris Adans., engloba as espécies Dryopteris huberi (Christ) C.Chr., Dryopteris patula (Sw.) Underw., Dryopteris wallichiana (Spreng.) Hyl.. Em questão de distribuição, as ocorrências confirmadas são no Norte (AC, AM, AP, PA, RO), Nordeste (PI e BH), Centro-Oeste (GO e MT), Sudeste (ES, MG, RJ, e SP) e Sul (SC, PR, RS); em domínios fitogeográficos da Amazônia, Mata Atlântica e Cerrado; tipo de vegetação em Floresta Ciliar, Floresta Estacional Semidecidual, Floresta Ombrófila, Floresta Ombrófila Mista, Floresta Terra de Firme e Cerrado.

- Gênero Elaphoglossum Schott ex J.Sm., engloba as espécies Elaphoglossum acrocarpum (Mart.) T.Moore, Elaphoglossum actinotrichum (Mart.) T.Moore, Elaphoglossum acutum Brade, Elaphoglossum alpestre (Gardner) T. Moore, Elaphoglossum amazonicum Atehortúa ex Mickel, Elaphoglossum amorimii F.B. Matos & Mickel, Elaphoglossum angustius Mickel, Elaphoglossum angustum (Fée) Christ, Elaphoglossum antioquianum Hieron., Elaphoglossum apodum (Kaulf.) Schott, Elaphoglossum apparicioi Brade, Elaphoglossum aubertii (Desv.) T.Moore, Elaphoglossum badinii Novelino, Elaphoglossum bahiense Rosenst., Elaphoglossum beaurepairei (Fée) Brade, Elaphoglossum beckeri Brade, Elaphoglossum boragineum (Sodiro) Christ, Elaphoglossum brachyneuron (Fée) J.Sm., Elaphoglossum bradeanum Melo & Salino, Elaphoglossum brevipetiolatum F. B. Matos & Mickel, Elaphoglossum burchellii (Baker) C.Chr., Elaphoglossum chrysolepis (Fée) Alston, Elaphoglossum coimbra-buenoi Brade, Elaphoglossum commissurale Melo & Salino, Elaphoglossum crispatum Mickel, Elaphoglossum decoratum (Kunze) T.Moore, Elaphoglossum didymoglossoides C.Chr., Elaphoglossum discolor (Kuhn) C.Chr., Elaphoglossum dutrae Brade, Elaphoglossum edwallii Rosenst., Elaphoglossum eggersii (Baker) Christ, Elaphoglossum erinaceum (Fée) T.Moore, Elaphoglossum eximium (Mett.) Christ, Elaphoglossum foldatsii Vareschi, Elaphoglossum gardnerianum (Kunze ex Fée) T. Moore, Elaphoglossum gayanum (Fée) T.Moore, Elaphoglossum glabellum J.Sm., Elaphoglossum glaziovii (Fée) Brade, Elaphoglossum heringeri Brade, Elaphoglossum herminieri (Bory & Fée) T.Moore, Elaphoglossum hieracioides Mickel, Elaphoglossum hoffmanii (Mett. ex Kuhn) Christ, Elaphoglossum horridulum (Kaulf.) J.Sm., Elaphoglossum huacsaro (Ruiz) Christ, Elaphoglossum hybridum (Bory) Brack., Elaphoglossum iguapense Brade, Elaphoglossum itatiayense Rosenst., Elaphoglossum jamesonii (Hook. & Grev.) T.Moore, Elaphoglossum lagesianum Rosenst., Elaphoglossum laminarioides (Fée) T.Moore, Elaphoglossum langsdorffii (Hook. & Grev.) T.Moore, Elaphoglossum latifolium (Sw.) J.Sm., Elaphoglossum liaisianum (Glaz. ex Fée) Brade, Elaphoglossum lindenii (Bory ex Fée) T.Moore, Elaphoglossum lineare (Fée) T.Moore, Elaphoglossum lingua (C.Presl) Brack., Elaphoglossum lisboae Rosenst., Elaphoglossum longicaudatum Mickel, Elaphoglossum luridum (Fée) Christ, Elaphoglossum macahense (Fée) Rosenst., Elaphoglossum macrophyllum (Mett. ex Kuhn) Christ, Elaphoglossum meridense (Klotzsch) T.Moore, Elaphoglossum miersii (Baker) C.Chr., Elaphoglossum minutum (Pohl ex Fée) T.Moore, Elaphoglossum mollissimum (Fée) Hieron., Elaphoglossum muscosum (Sw.) T.Moore, Elaphoglossum nanuzae Novelino, Elaphoglossum nigrescens (Hook.) T.Moore ex Diels, Elaphoglossum obovatum Mickel, Elaphoglossum organense Brade, Elaphoglossum ornatum (Mett. ex Kuhn) Christ, Elaphoglossum ovalifolium (Fée) Christ, Elaphoglossum pachydermum (Fée) T.Moore, Elaphoglossum pachyphyllum (Kunze) C. Chr., Elaphoglossum paleaceum (Hook. & Grev.) Sledge, Elaphoglossum papyraceum (Fée) F.B.Matos & R.C.Moran, Elaphoglossum paulistanum Rosenst., Elaphoglossum peltatum (Sw.) Urb., Elaphoglossum perelegans (Fée) T.Moore, Elaphoglossum petiolatum (Sw.) Urb., Elaphoglossum piloselloides (C. Presl) T. Moore, Elaphoglossum plumieri T. Moore, Elaphoglossum plumosum (Fée) T.Moore, Elaphoglossum polyblepharum Mickel, Elaphoglossum praetermissum Mickel, Elaphoglossum prestonii (Baker) J. Sm., Elaphoglossum pteropus C.Chr., Elaphoglossum raywaense (Jenman) Alston, Elaphoglossum rigidum (Aubl.) Urb., Elaphoglossum riparium Brade, Elaphoglossum scalpellum (Mart.) T. Moore, Elaphoglossum schwackeanum Brade, Elaphoglossum scolopendrifolium (Raddi) J.Sm., Elaphoglossum spatulatum (Bory) T. Moore, Elaphoglossum sporadolepis (Kunze ex Kuhn) T.Moore, Elaphoglossum squamipes (Hook.) T.Moore, Elaphoglossum stenophyllum (Sodiro) Diels, Elaphoglossum strictum (Raddi) T.Moore, Elaphoglossum styriacum Mickel, Elaphoglossum tantalinum Mickel, Elaphoglossum tectum (Humb. & Bonpl. ex Willd.) T.Moore, Elaphoglossum tenuiculum (Fée) Baker, Elaphoglossum tovarense (Mett. ex Kuhn) T.Moore ex C.Chr., Elaphoglossum ulei Christ, Elaphoglossum vagans (Mett. ex Kuhn) Hieron., Elaphoglossum villosum (Sw.) J. Sm., Elaphoglossum viscidum (Fée) Christ, Elaphoglossum wurdackii Vareschi. Em questão de distribuição, as ocorrências confirmadas são no Norte (AC, AM, AP, PA, RO, RR e TO), Nordeste (AL, BH, CE, MA, PB, PI, RN e SE), Centro-Oeste (DF, GO, MT e MS), Sudeste (SP, RJ, MG, e ES), Sul (SC, RS e PR) e ilhas oceânicas (Trindade); em domínios fitogeográficos Amazônia, Cerrado, Pampa e Mata Atlântica; em tipos de vegetação Campinarana, Campo de Altitude, Campo Rupestre, Cerrado (lato sensu), Floresta Ciliar ou Galeria, Floresta de Igapó, Floresta de Terra Firme, Floresta de Várzea, Floresta Estacional Semidecidual, Floresta Ombrófila (Floresta Pluvial), Floresta Ombrófila Mista, Restinga, Savana Amazônica e Vegetação sobre Afloramentos Rochosos.

- Gênero Lastreopsis Ching, com a única espécie Lastreopsis amplissima (C.Presl) Tindale. Em questão de distribuição, as ocorrências confirmadas são no Nordeste (BH, CE e PE), Centro-Oeste (DF e GO), Sudeste (SP, MG, ES e RJ), Sul (PR, SC e RS); em domínios fitogeográficos Cerrado e Mata Atlântica; em tipos de vegetação em Floresta Ombrófila e Floresta Ciliar.

- Gênero Megalastrum Holttum, engloba as espécies Megalastrum abundans (Rosenst.) A.R.Sm. & R.C.Moran, Megalastrum adenopteris (C.Chr.) A.R.Sm. & R.C.Moran, Megalastrum albidum R.C.Moran et al., Megalastrum brevipubens R.C.Moran et al., Megalastrum canescens (Kunze ex Mett.) A.R.Sm. & R.C.Moran, Megalastrum connexum (Kaulf.) A.R.Sm. & R.C.Moran, Megalastrum crenulans (Fée) A.R.Sm. & R.C.Moran, Megalastrum eugenii (Brade) A.R.Sm. & R.C.Moran, Megalastrum grande (C.Presl) A.R.Sm. & R.C.Moran, Megalastrum inaequale (Kaulf. ex Link) A.R.Sm. & R.C.Moran, Megalastrum indusiatum R.C.Moran et al., Megalastrum littorale R.C.Moran et al., Megalastrum oreocharis (Sehnem) Salino & Ponce, Megalastrum organense R.C.Moran et al., Megalastrum retrorsum R.C.Moran et al., Megalastrum substrigosum R.C.Moran et al., Megalastrum umbrinum (C.Chr.) A.R.Sm. & R.C.Moran, Megalastrum wacketii (Rosenst. ex C.Chr.) A.R.Sm. & R.C.Moran. Em questão de distribuição, as ocorrências confirmadas são no Nordeste (AL, BH, CE, PE e RN), Sudeste (SP, RJ, ES e MG) e Sul (PR, SC e RS); em domínios fitogeográficos Mata Atlântica e Pampa; em tipos de vegetação em Floresta Ciliar, Floresta Estacional Semidecidual, Floresta Ombrófila e Floresta Ombrófila Mista.

- Gênero Mickelia R.C.Moran Labiak & Sundue, engloba as espécies Mickelia bernoullii (Kuhn ex Christ) R.C.Moran, Labiak & Sundue, Mickelia guianensis (Aubl.) R.C.Moran, Labiak & Sundue, Mickelia lindigii (Mett.) R.C.Moran, Labiak & Sundue, Mickelia nicotianifolia (Sw.) R.C.Moran, Labiak & Sundue, Mickelia oligarchica (Baker) R.C.Moran, Labiak & Sundue, Mickelia pradoi R.C.Moran, Labiak & Sundue, Mickelia scandens (Raddi) R.C.Moran, Labiak & Sundue, Mickelia ×atrans R.C.Moran, Labiak & Sundue. Em questão de distribuição, as ocorrências confirmadas são Norte (AC, AM, AP, PA e RO), Nordeste (AL, BH, MA e PE), Cntro-Oeste (MT), Sudeste (SP, RJ, ES e MG) e Sul (PR, SC e RS); em domínios fitogeográficos Mata Atlântica e Amazôia; em tipos de vegetação em Floresta Ombrófila e Floresta de Terra Firme.

- Gênero Olfersia Raddi, engloba as espécies Olfersia cervina (L.) Kunze, Olfersia corcovadensis Kaulf. ex Raddi. Em questão de distribuição, as ocorrências confirmadas são Norte (AM, PA, TO e RO), Nordeste (AL, BH, CE e PE), Centro-Oeste (GO, MT e MS) Sudeste (SP, RJ, ES e MG) e Sul (PR, SC e RS); em domínios fitogeográficos Amazônia, Cerrado e Mata Atlântica; em tipos de vegetação em Floresta de Terra Firme e Floresta Ombrófila.

- Gênero Parapolystichum (Keyserl.) Ching, engloba as espécies Parapolystichum acutum (Kuntze) Labiak, Sundue & R.C. Moran, Parapolystichum effusum (Sw.) Ching. Em questão de distribuição, as ocorrências confirmadas são Norte (AC, PA e RO), Nordeste (BH, CE, MA e PE), Centro-Oeste (DF, GO, MT e MS) Sudeste (SP, RJ, ES e MG) e Sul (PR, SC e RS); em domínios fitogeográficos Amazônia, Cerrado e Mata Atlântica; em tipos de vegetação em Floresta de Terra Firme, Floresta Ombrófila e Floresta Ciliar.

- Gênero Polybotrya Willd., engloba as espécies Polybotrya caudata Kunze, Polybotrya crassirhizoma Lellinger, Polybotrya cylindrica Kaulf., Polybotrya espiritosantensis Brade, Polybotrya fractiserialis (Baker) J. Sm., Polybotrya glandulosa Mett. ex Kuhn, Polybotrya goyazensis Brade, Polybotrya matosii Canestraro & Labiak, Polybotrya osmundacea Willd., Polybotrya pilosa Brade, Polybotrya pubens Mart., Polybotrya semipinnata Fée, Polybotrya sessilisora R.C.Moran, Polybotrya sorbifolia Mett. ex Kuhn, Polybotrya speciosa Schott, Polybotrya tomentosa Brade. Em questão de distribuição, as ocorrências confirmadas são Norte (AC, AM, PA, RR, e RO), Nordeste (AL, BH e PE), Centro-Oeste (GO, MT e MS); Sudeste (SP, RJ, ES e MG) e Sul (PR, SC e RS); em domínios fitogeográficos Amazônia, Cerrado e Mata Atlântica; em tipos de vegetação em Cerrado, Floresta de Terra Firme, Floresta Ombrófila, Floresta Ombrófila Mista, Floresta Estacional Semidecidual e Floresta Ciliar.

- Gênero Polystichum Roth, engloba as espécies Polystichum auritum (Fée) Yatsk., Polystichum bradei Rosenst., Polystichum caudescens Dutra, Polystichum laniceps Rosenst., Polystichum montevidense (Spreng.) Rosenst., Polystichum opacum Rosenst., Polystichum pallidum Gardner, Polystichum platylepis Fée, Polystichum platyphyllum (Willd.) C.Presl, Polystichum rochaleanum Glaz. ex Fée. Em questão de distribuição, as ocorrências confirmadas são Nordeste (BH), Centro-Oeste (GO, MT e MS), Sudeste (SP, RJ, ES e MG) e Sul (PR, SC e RS); em domínios fitogeográficos Pampa e Mata Atlântica; em tipos de vegetação Área Antrópica, Campo de Altitude, Floresta Estacional Decidual, Floresta Estacional Semidecidual, Floresta Ombrófila, Floresta Ombrófila Mista e Vegetação sobre Afloramentos Rochosos.

- Gênero Rumohra Raddi, englobas as espécies Rumohra adiantiformis (G.Forst.) Ching, Rumohra glandulosissima Sundue & J. Prado, Rumohra quadrangularis (Fée) Brade. Em questão de distribuição, as ocorrências confirmadas são Nordeste (AL, BH, CE e PE), Centro-Oeste (DF e MS), Sudeste (SP, RJ, ES e MG) e Sul (PR, SC e RS); em domínios fitogeográficos  Pampa, Cerrado e Mata Atlântica; em tipos de vegetação Campo de Altitude, Campo Rupestre, Floresta Ombrófila e Floresta Ombrófila Mista e Vegetação sobre Afloramentos Rochosos.

- Gênero Stigmatopteris C.Chr., engloba as espécies Stigmatopteris bradei Rosenst., Stigmatopteris caudata (Raddi) C.Chr., Stigmatopteris heterocarpa (Fée) Rosenst., Stigmatopteris longicaudata (Liebm.) C. Chr., Stigmatopteris prionites (Kunze) C.Chr., Stigmatopteris tyucana (Raddi) C.Chr., Stigmatopteris ulei (Christ) Sehnem. Em questão de distribuição, as ocorrências confirmadas são Norte (AM), Nordeste (AL, BH e PE), Sudeste (SP, RJ, ES e MG) e Sul (PR e SC); em domínios fitogeográficos Amazônia e Mata Atlântica; em tipos de vegetação Floresta Ciliar, Floresta Estacional Decídua e Floresta Ombrófila.

- Gênero xCyclobotrya Engels & Canestraro, engloba as espécies ×Cyclobotrya amalgamata Schwartsb. & Canestraro, ×Cyclobotrya telespirensis Engels & Canestraro. Em questão de distribuição, as ocorrências confirmadas são Nordeste (CE) e Centro-Oeste (MT); em domínios fitogeográficos Amazônia e Caatinga; em tipos de Vegetação Floresta Estacional Perenifólia.

### Gêneros existentes[10]
De acordo com a classificação PPG 1 (Phylogeny Group of Pteridophytes) a família é  dividida em 3 sub-famílias com os seguintes gêneros:
Sub-familia Polybotryoideae (H.M.Liu & X.C.Zhang) – Monofilético; Sete gêneros e cerca de  98 espécies:
Cyclodium C.Presl, Tent (1836).
Maxonia C.Chr, Smithsonian (1916).
Olfersia Raddi, Opusc (1819).
Polybotrya Humb. & Bonpl. ex Willd (1810).
Polystichopsis (J.Sm.) C. Chr, Verdoorn (1938).
Stigmatopteris C.Chr, Bot (1909)
Trichoneuron Ching (1965).
Sub-família Elaphoglossoideae Crabbe, Jermy & Mickel, Circumscription sensu Zhang et al. (2013) e Liu et al.(2016) – Monofilético; 11 gêneros e cerca de 883 espécies: Arthrobotrya J. Sm (1875). 
Bolbitis Schott (1834).
Elaphoglossum Schott ex J.Sm, J. Bot (1842).
Lastreopsis Ching, Bull (1938).
Lomagramma J.Sm, J. Bot (1941).
Megalastrum Holttum, Gard (1986).
Mickelia R.C.Moran, Labiak & Sundue, Brittonia (2010). 
Parapolystichum (Keyserl.) Ching, Sunyatsenia (1940).
Pleocnemia C.Presl, Tent (1836).
Rumohra Raddi, Opusc (1819).
Teratophyllum Mett. ex Kuhn (1869).
Sub-família Dryopteridoideae Link, Fil. Circunscrição sensu Liu et al. (2016). Monofilético;  Seis gêneros e cerca de 1128 espécies:
Arachniodes Blume, Enum (1828).
Ctenitis (C.Chr.) C.Chr, Man (1938).
Cyrtomium C.Presl, Tent (1836).
Dryopteris Adans. (1763).
Phanerophlebia C.Presl, Tent (1836).
Polystichum Roth, Tent (1800).  

## Importância Econômica
Dryopteridaceae apresentam importância principalmente médica e ornamental. O  rizoma de Dryopteris nigropaleace - FraserJenk apresenta ação contra picada de cobra,  reumatismo e lepra. Folhagem jovem e/ou Rizoma seco de Dryopteris cochleata age contra  epilepsia e lepra. Rizoma de Hypodematium crenatum (Forssk.) Kuhn,v. Deck é um agente contra mordida de cachorro, picada de cobra e escorpião, além de ser utilizado para tratar  infertilidade. Já Polystichum squarrusum (D.Don.) Fee é utilizada para ferimentos. Ornamentalmente, a família conta com diversas características atrativas, desde machos muito atrativos, até partes com cores brilhantes ou em tons de verde ornamental .  Alguns exemplos de Dryopteridaceae usadas como plantas ornamentais cultivadas são: Ctenitis pentangularis, Dryopteris spp., Rumohra adiantiformis e Polystichum spp.. 

## Ciclo de Vida
Ciclo de vida diplobionte, sendo que o gametófito de vida curta se degenera enquanto  o esporófito de vida longa se desenvolve, após fecundação e formação de embrião . Apresentam leptosporângios organizados em soros na superfície inferior das folhas .  São organismos homosporados, com soros arredondados, oblongos, lineares ou acrosticóides; com indúsio reniforme ou peltado ou mesmo ausente . Os esporângios contam  com pedicelos com três fileiras abaixo da cápsula . Os esporos são monoletes, aclorofilados ou  clorofilados, embora incomum . 

## Filogenia
Dryopteridaceae é uma família de samambaias muito diversa morfologicamente, o  que gera controvérsias taxonômicas . Diversos estudos indicam a posição taxonômica da  família, um deles utilizou dois loci de cloroplasto em análise combinada, rbcL e atpB, e gerou  uma filogenia bem resolvida e fortemente suportada na família . Os autores concluíram que Dryopteridaceae forma um grupo monofilético, com exceção de Didymochlaena,  Hypodematium e Leucostegia . O resultado apontou também que as Dryopteridaceae são  irmãs de um clado que abrange Lomariopsidaceae, Tectariaceae, Polypodiaceae,  Davalliaceae e Oleandraceae . Leptorumohra e Phanerophlebiopsis, gêneros endêmicos  da Ásia oriental, até então não incorporados às Dryopteridaceae, foram incluídos na família  pelos autores e são sinônimos de Arachniodes; da mesma forma, Diacalpe está relacionado com Acrophorus . 

O gênero Pelocnemia, até então classificado dentro de Tectariaceae, por teste  molecular, foi incluída em Dryopteridaceae e mostra uma grande afinidade por Lastreopsis . 